# Richard Kauffmann

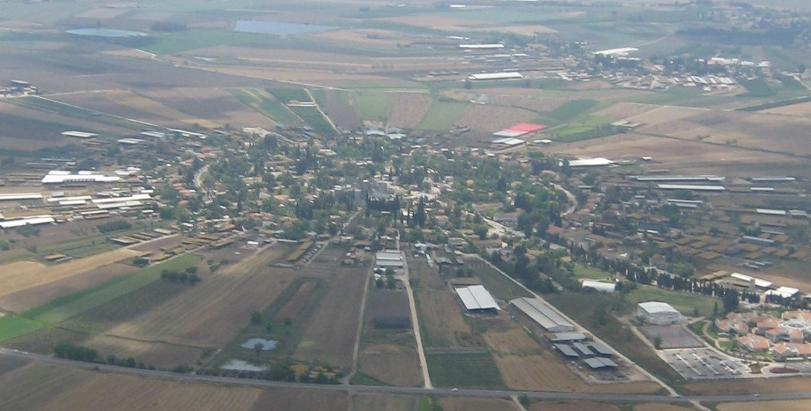
Moshav Nahalal en el Valle de Jezreel, diseñado por Kauffmann.

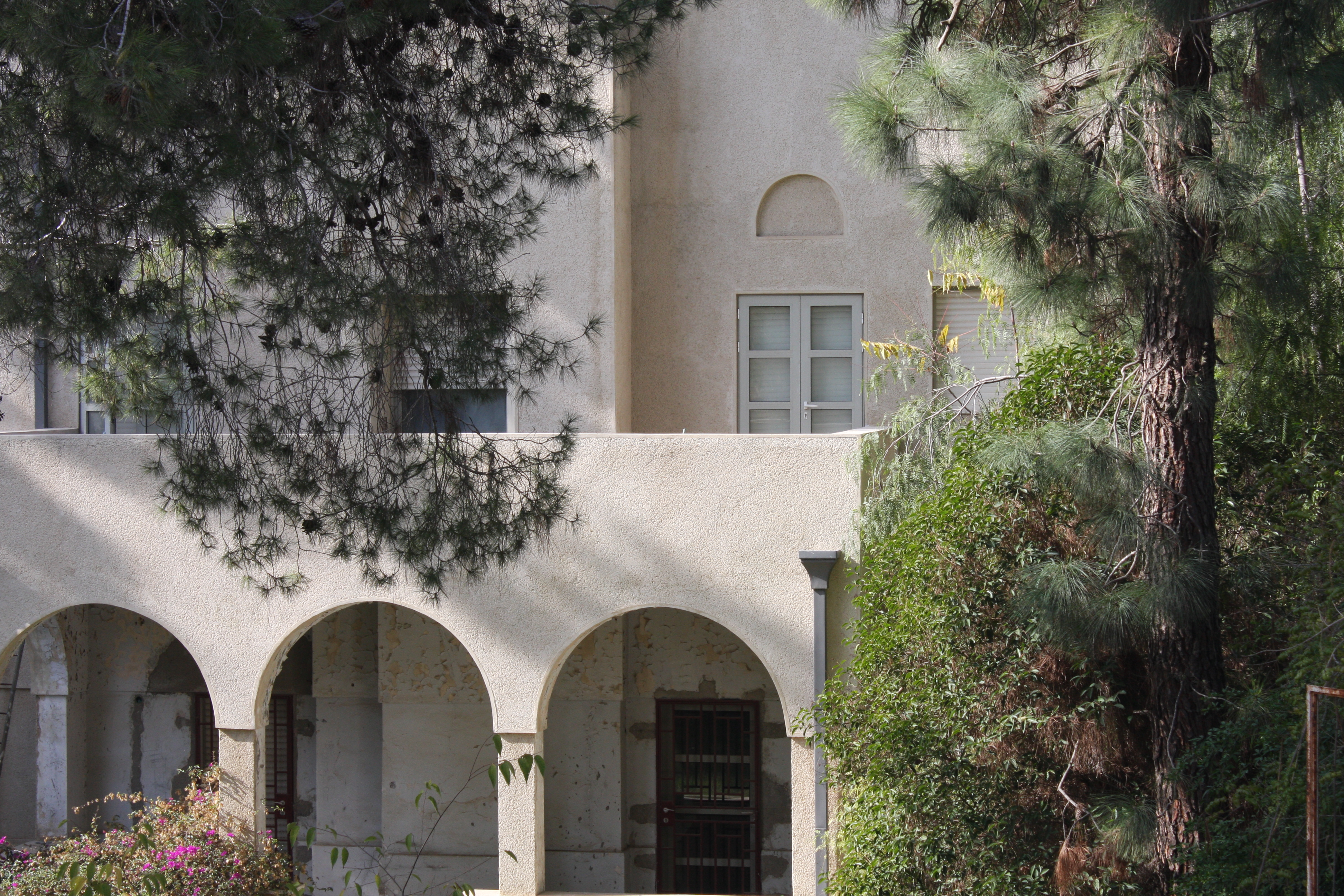
Beit Aguión en Jerusalén, diseñadoapor Kauffmann, residencia oficial del Primer Ministro israelí.

Richard Kauffmann (1887-1958) fue un arquitecto judío alemán que emigró a la Palestina británica en 1920. Su estilo arquitectónico fue influenciado por Ludwig Mies van der Rohe, uno de los proponentes del Estilo Internacional. Lo aplicó al paisaje local, sentando las bases arquitectónicas para la ciudad de Tel Aviv ("La ciudad blanca") y para el incipiente Estado de Israel.

## Biografía
Richard Kauffmann nació en 1887 en Fráncfort del Meno, Alemania. En 1907 comenzó a estudiar arte en la Städelschule, pero al año siguiente se pasó a estudios de arquitectura en Ámsterdam. En 1909 se pasó a la Universidad Técnica de Múnich, donde se graduó en 1912. En 1914 abrió una oficina en Frankfurt. 
Durante la Primera Guerra Mundial Kauffmann luchó en el Frente Oriental, donde se enteró de las persecuciones contra los judíos de Europa del Este.
En 1919 Kauffmann era urbanista del gobierno en Christiania (actual Oslo). Ese mismo año, conoció a Arthur Ruppin, quien lo invitó a diseñar nuevos asentamientos judíos en Palestina como principal planificador urbano del movimiento sionista.
En 1920, emigró a la Tierra de Israel, que entonces era territorio controlado por los británicos. Entre 1920 y 1932, Kauffmann fue el arquitecto principal de la Compañía para el Desarrollo de Tierras en Palestina (en hebreo: הכשרת הישוב, Hajsharat HaIshuv) del movimiento sionista. Kauffmann diseñó e inició, casi solo, planes arquitectónicos completos para las nuevas aldeas rurales de muchos kibutzim y moshavim en el Valle de Jezreel, incluyendo Ein Harod, Kfar Yehoshua, Degania Alef, Kfar Yehezkel y Nahalal. 
Nahalal fue diseñado en forma circular, con los edificios públicos ubicados en el centro, rodeados por una carretera circular, seguida de parcelas agrícolas alargadas como formando rayos de sol. 
Sus diseños en Degania Alef - la casa para niños, el jardín de infates y la escuela - encarnaban los principios sociales y educativos del movimiento kibutziano.
Se le pidió a Kauffmann que diseñara los barrios del norte de Tel Aviv, basándose en los planes urbanos de Patrick Geddes. En 1927 fue nombrado miembro del comité de urbanismo del Mandato Británico. Construyó residencias privadas en todo el país y participó en concursos de diseño. Fue uno de los arquitectos de la Feria de Levante (en hebreo: יריד המזרח, Yarid HaMizrah ) en 1932-1934 y planeó sus pabellones.
Kauffmann diseñó algunas ciudades israelíes nuevas, como Afula y Herzlia, y barrios en las principales ciudades israelíes como Rehavia, Beit Hakerem, Talpiyot y Kiryat Moshe en Jerusalén, y Hadar HaCarmel, Neve Sha'anan, Bat Galim y Carmel Central en la ciudad de Haifa. La característica principal en la planificación urbana de dichos barrios, fue la aplicación del concepto Ciudad Jardín de Ebenezer Howard.